# لانگ بیچ (نیویورک)
لانگ بیچ (به انگلیسی: Long Beach) شهری در شهرستان ناساو ایالت نیویورک است که در سرشماری سال ۲۰۱۰ میلادی، ۳۵۴۶۲ نفر جمعیت داشته است. لانگ بیچ، به‌طور رسمی در تاریخ ۱۹۲۲ میلادی به‌عنوان یک شهر شناخته شد.